# Ferenc András
Ferenc András (hongarès: András Ferenc)  (Budapest, 24 de novembre de 1942 - Budapest, 25 d'abril de 2024) va ser un director, guionista i productor de cinema hongarès, guardonat amb el títol d'Artista de la Nació, guanyador del Premi Kossuth i del Premi Béla Balázs.

## Biografia
Fill de Ferenc András i Anna Csiszár. Entre 1960 i 1962, va treballar com a oficinista. Entre 1962 i 1966, va ser director i ajudant de direcció a la Magyar Televízió. Entre 1965 i 1968, va ser assistent de direcció a l'estudi I de Mafilm. Entre 1969 i 1973, va ser estudiant de la Színház- és Filmművészeti Egyetem. Director des de 1973, director de Dialog Filmstúdió. Des de 1998, va ser el cap de l'estudi de doblatge de Duna Televízió.
Des que va signar la Carta 77, la seva obra va quedar en un segon pla durant un temps. La seva pel·lícula Dögkeselyű (1982) va entrar al 33è Festival Internacional de Cinema de Berlín. El 1986 va dirigir A nagy generáció, que va guanyar un premi especial del jurat al Festival Internacional de Cinema de Sant Sebastià 1986.